# Rydal Mount
Rydal Mount est une maison dans le petit village de Rydal, près d'Ambleside dans le Lake District anglais. Elle est surtout connue comme la maison du poète William Wordsworth de 1813 à sa mort en 1850. Elle est actuellement un musée dédié à l'écrivain.

## Histoire
Wordsworth est né à Cockermouth dans le Cumberland en 1770 et connait bien le Lake District depuis son enfance. Il déménage pour étudier à l'Université de Cambridge en 1787, puis voyage en Grande-Bretagne et en Europe continentale pendant 12 ans. Il passe plus de 8 ans à Dove Cottage dans la ville voisine de Grasmere de 1799 à 1808, mais est contraint de déménager pour accueillir sa famille grandissante et de nombreux visiteurs. Après une période à Allan Bank à Grasmere, les Wordsworth déménagent à Rydal Mount en 1813.
Les lacs Grasmere et Windermere sont visibles depuis les terrains à flanc de colline de Rydal Mount. William conçoit l'aménagement des jardins de Rydal, et il a souvent dit que ces terrains étaient son bureau par opposition au spacieux bureau/salle d'écriture de sa maison. Sur le côté élevé du terrain, à l'écart de la maison principale, mais surplombant à la fois le terrain et les deux lacs à proximité, il construit la « cabane d'écriture » où il passe la plupart de son temps à écrire. Cette hutte se compose simplement d'un banc avec un petit toit, mais elle offre un abri contre les pluies fréquentes et une évasion hors de la maison. Il y vit jusqu'à sa mort à l'âge de 80 ans, et il y reçoit fréquemment la visite de Samuel Taylor Coleridge qui descend de chez lui à Keswick.
Les Wordsworth louent cette propriété pendant 46 ans, après la mort de William en 1850 jusqu'au décès de sa femme, Mary, en 1859.
Rydal Mount est acquis en 1969 par Mary Henderson (née Wordsworth), l'arrière-arrière-petite-fille de William. Elle reste la propriété de la famille Wordsworth et est ouverte au public depuis 1970.